# Орлик (сорт яблони)
'Орлик' — зимний сорт яблони домашней.
В государственное испытание принят в 1970 году, а в 1986 году включён в Госреестр селекционных достижений, допущенных к использованию по
Центральному, Центрально-Чернозёмному (Орловская область) и Северо-Западному регионам России.

## Характеристика сорта
Деревья среднерослые, с компактной округлой кроной средней густоты. Основные ветви отходят от ствола под прямым углом, концы ветвей направлены вверх. Кора на штамбе и основных ветвях гладкая, желтоватая. Преобладающий тип плодоношения — простые и сложные кольчатки, копьеца.
Побеги толстые, прямые, коричневые, сильно опушенные. Почки прижатые, среднего размера, конические, опушенные. Листья крупные, округло-яйцевидной формы, с морщинистой поверхностью, густо сидящие на побеге, с грубым жилкованием, ярко-зеленые, с сероватым оттенком от сильного опушения. Край листа крупноволнистый, крупногородчатый. Лист слабо изогнут по центральной жилке, с почти плоской поверхностью, кончик листа резко заострен и подогнут. Черешок средней длины или короткий, толстый, опушенный, окрашен у основания. Прилистники мелкие, ланцетовидные или отсутствуют.
Цветки крупные, в бутонах — розовые, лепестки светло-розовые, сомкнутые, рыльце пестика ниже пыльников.
Плоды ниже средней и средней величины (100—120 г), слабоуплощенной, слабоконической формы, с неясно выраженными крупными долями. Кожица маслянистая, блестящая, с белым восковым налетом. Основная окраска в момент съёмной зрелости плодов зеленовато-желтая, в период потребительской зрелости светло-желтая. Покровная окраска — по всей поверхности плода в виде сливающихся полос и размытого густого румянца красного цвета. Подкожные точки мелкие, многочисленные, серые, хорошо заметные Плодоножка короткая, толстая, с наплывом в месте прикрепления к плоду. Блюдце мелкое, средней ширины, слабоскладчатое. Чашечка закрытая или полуоткрытая. Воронка мелкая, заплывающая, почти без оржавленности. Сердечко среднего размера, сердцевидное. Семенные камеры закрытые. Семена яйцевидной формы, темно-коричневой окраски, хорошо выполненные.
Мякоть кремовой окраски, с зеленоватым оттенком, плотная, мелкозернистая, очень сочная, кисло-сладкого гармоничного вкуса, с сильным ароматом. Дегустационная оценка плодов — 4,4—4,6 балла. Химический состав плодов следующий: растворимых сухих веществ — 11,6%, общее количество сахаров — 9,83—11,0 %, титруемых кислот — 0,36—0,52 %, содержание аскорбиновой кислоты — 4,4—8,9 мг/100г, сумма Р-активных веществ — 167—410,3 мг/100г, пектиновых веществ — 12,7—13,4 %.
Съемная зрелость в условиях Орла наступает во второй половине сентября. Потребительский период плодов начинается сразу после съёма, и плоды могут сохраняться до середины февраля.
Сорт скороплодный, высокоурожайный. По темпам нарастания урожайности у молодых деревьев превосходит такой скороплодный и урожайный сорт как Яблоня 'Пепин Шафранный'|'Пепин Шафранный', и в возрасте 15—20 лет дает урожаи 80—120 кг/дер. В среднем за длительный период средняя урожайность составила 220 ц/га. Склонен к периодичности плодоношения. Сорт зимостойкий, среднеустойчивый к парше.
Достоинства сорта: высокая скороплодность и урожайность, высокие вкусовые качества плодов. При умеренной нагрузке плодоносит ежегодно.
Недостатки сорта: отмечается частичное осыпание плодов при запоздалом съёме. В условиях Белоруссии, без должной обрезки и прореживания деревья могут переходить на периодичное плодоношение.